# Sheer Heart Attack Tour
A Sheer Heart Attack Tour a Queen együttes 1974. október 30-ától 1975. május 1-jéig tartó turnéja, mely az 1974 novemberében megjelenő Sheer Heart Attack albumot népszerűsítette. Legtöbbször az Egyesült Királyságban és az Egyesült Államokban léptek fel, de eljutottak Európa többi részére és Japánba is. A turnén összesen 77 koncertet adtak, miközben több előre meghirdetett skandináv és amerikai dátum is elmaradt.

## Szakaszok

### Egyesült Királyság (1974. október–november)
A Sheer Heart Attack album lemezbemutató turnéja október 30-án indult Manchesterben, Angliában. A 19 fellépésből álló koncertsorozatra a Hustler nevű együttes kísérte el a Queent. Már a turné első napján szinte minden jegy elkelt a november 19-i, Rainbow-beli, londoni koncertjükre, így november 20-ra egy második koncertet is meghirdettek a Rainbowba. Mindkét londoni koncertről videó- és hangfelvétel készült, de a koncertfilm valamiért akkor nem került kiadásra, csak 1992-ben a Box of Tricks részeként, akkor sem teljes egészében. (1976-ban, az angliai mozikban vetítettek belőle egy 30 percesre szerkesztett változatot.) A teljes koncertfilmet 40 évvel később adták ki hivatalosan Live at the Rainbow ’74 címmel. Az országos turné végére a Killer Queen kislemez és a Sheer Heart Attack album is egyárant a slágerlista 2. helyére jutott fel Nagy-Britanniában.
| Időpont            | Helyszín                        |
| ------------------ | ------------------------------- |
| 1974. október 30.  | Egyesült Királyság, Manchester  |
| 1974. október 31.  | Egyesült Királyság, Hanley      |
| 1974. november 1.  | Egyesült Királyság, Liverpool   |
| 1974. november 2.  | Egyesült Királyság, Leeds       |
| 1974. november 3.  | Egyesült Királyság, Coventry    |
| 1974. november 5.  | Egyesült Királyság, Sheffield   |
| 1974. november 6.  | Egyesült Királyság, Bradford    |
| 1974. november 7.  | Egyesült Királyság, Newcastle   |
| 1974. november 8.  | Egyesült Királyság, Glasgow     |
| 1974. november 9.  | Egyesült Királyság, Lancaster   |
| 1974. november 10. | Egyesült Királyság, Preston     |
| 1974. november 12. | Egyesült Királyság, Bristol     |
| 1974. november 13. | Egyesült Királyság, Bournemouth |
| 1974. november 14. | Egyesült Királyság, Southampton |
| 1974. november 15. | Egyesült Királyság, Swansea     |
| 1974. november 16. | Egyesült Királyság, Birmingham  |
| 1974. november 18. | Egyesült Királyság, Oxford      |
| 1974. november 19. | Egyesült Királyság, London      |
| 1974. november 20. | Egyesült Királyság, London      |

### Nyugat-Európa (1974. november–december)
Európában a Queen korábban csak két alkalommal játszott, még 1973-ban a Queen I megjelenése után, így a legtöbb országban először léptek színpadra. Az európai kör Göteborgban, Svédországban indult november 23-án, majd egy finn és egy újabb svéd dátum következett, de a november 28-i dániai koncert és a másnapi norvég fellépés is elmaradt, a december 1-jei brüsszeli koncertet pedig más dátumra tették át. Ezután négy németországi fellépés következett egymás után, majd Hollandia és Belgium, végül december közepén Spanyolországban, Barcelonában fejezték be a kontinens nyugati felén tett útjukat. Több helyszínen is az amerikai Lynyrd Skynyrd társaságában léptek fel.
| Időpont            | Helyszín                 |
| ------------------ | ------------------------ |
| 1974. november 23. | Svédország, Göteborg     |
| 1974. november 25. | Finnország, Helsinki     |
| 1974. november 27. | Svédország, Lund         |
| 1974. december 2.  | Németország, München     |
| 1974. december 4.  | Németország, Frankfurt   |
| 1974. december 5.  | Németország, Hamburg     |
| 1974. december 6.  | Németország, Köln        |
| 1974. december 8.  | Hollandia, Hága          |
| 1974. december 10. | Belgium, Brüsszel        |
| 1974. december 13. | Spanyolország, Barcelona |

### Észak-Amerika (1975. február–március)
Az előző évben szerencsétlen módon félbeszakadt észak-amerikai turnét 1975-ben duplán bepótolta az együttes, ráadásul ezúttal főzenekarként. Február 5-től kezdődően két hónapon keresztül koncerteztek az Egyesült Államokban, és mintegy 40 koncertet adtak, köztük két kanadai dátummal. Előzenekarként a Mahogany Rush és a Kansas kísérte végig a Queent. A nagy érdeklődés miatt több helyen, például Bostonban, Clevelandben és New Yorkban is egy nap két koncertet adtak, miután az eredetileg meghirdetett esti előadások már elővételben telt házassá váltak. Február 24. és március 5. között több fellépést le kellett mondaniuk és későbbre halasztani, mert Freddie Mercury énekes gégegyulladással küszködött. Az amerikai koncerteket már rendszeresen az angol himnusz, a God Save the Queen dallamaival zárták, ami ezek után állandó eleme lett a Queen koncertjeinek.
| Időpont           | Helyszín                                    |
| ----------------- | ------------------------------------------- |
| 1975. február 5.  | Egyesült Államok, Columbus                  |
| 1975. február 6.  | Egyesült Államok, Cincinnati                |
| 1975. február 7.  | Egyesült Államok, Dayton                    |
| 1975. február 8.  | Egyesült Államok, Cleveland (1. előadás)    |
| 1975. február 8.  | Egyesült Államok, Cleveland (2. előadás)    |
| 1975. február 9.  | Egyesült Államok, South Bend                |
| 1975. február 10. | Egyesült Államok, Detroit                   |
| 1975. február 11. | Egyesült Államok, Toledo                    |
| 1975. február 14. | Egyesült Államok, Waterbury                 |
| 1975. február 15. | Egyesült Államok, Boston (1. előadás)       |
| 1975. február 15. | Egyesült Államok, Boston (2. előadás)       |
| 1975. február 16. | Egyesült Államok, New York (1. előadás)     |
| 1975. február 16. | Egyesült Államok, New York (2. előadás)     |
| 1975. február 17. | Egyesült Államok, Trenton                   |
| 1975. február 19. | Egyesült Államok, Lewiston                  |
| 1975. február 21. | Egyesült Államok, Passaic                   |
| 1975. február 22. | Egyesült Államok, Harrisburg                |
| 1975. február 23. | Egyesült Államok, Philadelphia (1. előadás) |
| 1975. február 23. | Egyesült Államok, Philadelphia (2. előadás) |
| 1975. február 24. | Egyesült Államok, Washington                |
| 1975. március 5.  | Egyesült Államok, La Crosse                 |
| 1975. március 6.  | Egyesült Államok, Madison                   |
| 1975. március 7.  | Egyesült Államok, Milwaukee                 |
| 1975. március 8.  | Egyesült Államok, Chicago                   |
| 1975. március 9.  | Egyesült Államok, St. Louis                 |
| 1975. március 10. | Egyesült Államok, Fort Wayne                |
| 1975. március 12. | Egyesült Államok, Atlanta                   |
| 1975. március 13. | Egyesült Államok, Charleston                |
| 1975. március 14. | Egyesült Államok, St. Petersburg            |
| 1975. március 15. | Egyesült Államok, Miami                     |
| 1975. március 18. | Egyesült Államok, New Orleans               |
| 1975. március 20. | Egyesült Államok, San Antonio               |
| 1975. március 23. | Egyesült Államok, Dallas                    |
| 1975. március 25. | Egyesült Államok, Tulsa                     |
| 1975. március 29. | Egyesült Államok, Santa Monica (1. előadás) |
| 1975. március 29. | Egyesült Államok, Santa Monica (2. előadás) |
| 1975. március 30. | Egyesült Államok, San Francisco             |
| 1975. április 2.  | Kanada, Edmonton                            |
| 1975. április 3.  | Kanada, Calgary                             |
| 1975. április 6.  | Egyesült Államok, Seattle                   |

### Japán (1976. április–május)
A fárasztó és sikeres amerikai turnét Hawaii szigetén pihente ki a zenekar és a stáb, mielőtt a Queen történetében először Japánba indultak. 1975. április 19. és május 1. között nyolc alkalommal léptek fel a távol-keleti országban, ahol világsztároknak kijáró fogadtatásban részesültek. Ezt meghálálva, Japánban a szokásosnál is hosszabb koncerteket adtak. Utolsó fellépésüket Tokióban a helyi tévétársaság rögzítette, és az együttes japán turnéját bemutató riportfilmhez használtak fel belőle részleteket.
| Időpont           | Helyszín        |
| ----------------- | --------------- |
| 1975. április 19. | Japán, Tokió    |
| 1975. április 22. | Japán, Nagoja   |
| 1975. április 23. | Japán, Kóbe     |
| 1975. április 25. | Japán, Fukuoka  |
| 1975. április 28. | Japán, Okajama  |
| 1975. április 29. | Japán, Sizuoka  |
| 1975. április 30. | Japán, Jokohama |
| 1975. május 1.    | Japán, Tokió    |

## Közreműködők
- Freddie Mercury – ének, zongora, csörgődob
- Brian May – elektromos gitár, háttérvokál, bendzsó
- Roger Taylor – dob, háttérvokál
- John Deacon – basszusgitár

## Dalok listája
Ezeken a koncerteken kezdtek először egyvelegeket (medley) játszani, amikor is több daluk részleteit egybefűzve adták elő (mint például a Killer Queen, a The March of the Black Queen, és a Bring Back That Leroy Brown), hogy minél többet meg tudjanak mutatni a Queen-repertoárból. A műsor 70-80 percesre hízott miután már három nagylemez dalaiból állíthatták össze a szetlistát. A korábbi koncertjeikre jellemző rock and roll feldolgozások közül egyedül a Jailhouse Rock maradt műsoron, ezzel zárták a koncerteket, illetve a ráadást nyitó Big Spender feldolgozás.
Jellemző műsor
1. Procession
2. Now I’m Here
3. Ogre Battle
4. Father to Son
5. White Queen
6. Flick of the Wrist
7. In the Lap of the Gods
8. Medley:
  1. Killer Queen
  2. The March of the Black Queen
  3. Bring Back That Leroy Brown
9. Son and Daughter
10. Keep Yourself Alive
11. Seven Seas of Rhye
12. Stone Cold Crazy
13. Liar
14. In the Lap of the Gods…Revisited
15. Big Spender
16. Modern Times Rock ’n’ Roll
17. Jailhouse Rock
18. God Save the Queen

Ritkán előadott dalok
- Hangman (Japán)
- Great King Rat (Japán)
- Doing All Right (Japán)
- See What a Fool I’ve Been (Japán)